# Медведєв Максим Борисович
Максим Медведєв (азерб. Maksim Medvedev, нар. 29 вересня 1989, Баку) — азербайджанський футболіст, захисник клубу «Карабах» та національної збірної Азербайджану.

## Клубна кар'єра
Народився 29 вересня 1989 року в місті Баку. Вихованець футбольної школи клубу «Карабах». Дорослу футбольну кар'єру розпочав 2006 року в основній команді того ж клубу, кольори якої захищає й донині, вигравши за цей час національний чемпіонат (2014) і кубок (2009).

## Виступи за збірні
2002 року дебютував у складі юнацької збірної Азербайджану, взяв участь у 16 іграх на юнацькому рівні.
Протягом 2008–2009 років залучався до складу молодіжної збірної Азербайджану. На молодіжному рівні зіграв у 6 офіційних матчах.
2009 року дебютував в офіційних матчах у складі національної збірної Азербайджану. Наразі провів у формі головної команди країни 26 матчів.

## Титули і досягнення
- Чемпіон Азербайджану (10):

«Карабах»: 2013-14, 2014-15, 2015-16, 2016-17, 2017-18, 2018-19, 2019-20, 2021-22, 2022-23, 2023-24
- Володар Кубка Азербайджану (6):

«Карабах»: 2008-09, 2014-15, 2015-16, 2016-17, 2021-22, 2023-24